# تویوتا آریون
تویوتا اوریون (Toyota Aurion) خودرویی است که از سال ۲۰۰۶ تاکنون در گوان جوئو و شاه عالم تولید شده‌است.
این خودرو در کلاس خودرو سایز متوسط قرار گرفته، طراحی آن خودروهای موتور جلو-محور جلو بوده طول آن در حالت طبیعی ۴٬۸۲۵ میلیمتر (۱۹۰٫۰ اینچ) و عرض آن در حالت طبیعی ۱٬۸۲۰ میلیمتر (۷۲ اینچ) و ارتفاع آن در حالت طبیعی ۱٬۴۷۰ میلیمتر (۵۸ اینچ) است. سیستم جعبه‌دندهٔ آن ۶ دنده به صورت خودکار است.

## نسل اول
این خودرو در واقع گونه متفاوت و لوکس تر تویوتا کمری است که تنها در برخی از بازارها از جمله استرالیا و خاورمیانه به فروش می‌رسد؛ تفاوت عمده تویوتا آریون با کمری اما، پیشرانه ۶ سیلندر و امکانات رفاهی بیشتر آن است. نسل XV40 آریون همچنین تفاوت‌های ظاهری عمده ای نیز نسبت به تویوتا کمری دارد و به‌طور کل خودروی بزرگتری به نظر می‌رسد. قدرت و شتاب‌گیری مناسب در کنار سواری راضی کننده را می‌توان از عوامل موفقیت آریون در ابتدای ورود به بازار ایران نامید، موفقیتی که باعث تداوم عرضه آریون ۲۰۰۸ و نسل بعدی آن در سال ۲۰۱۲ نیز شد.

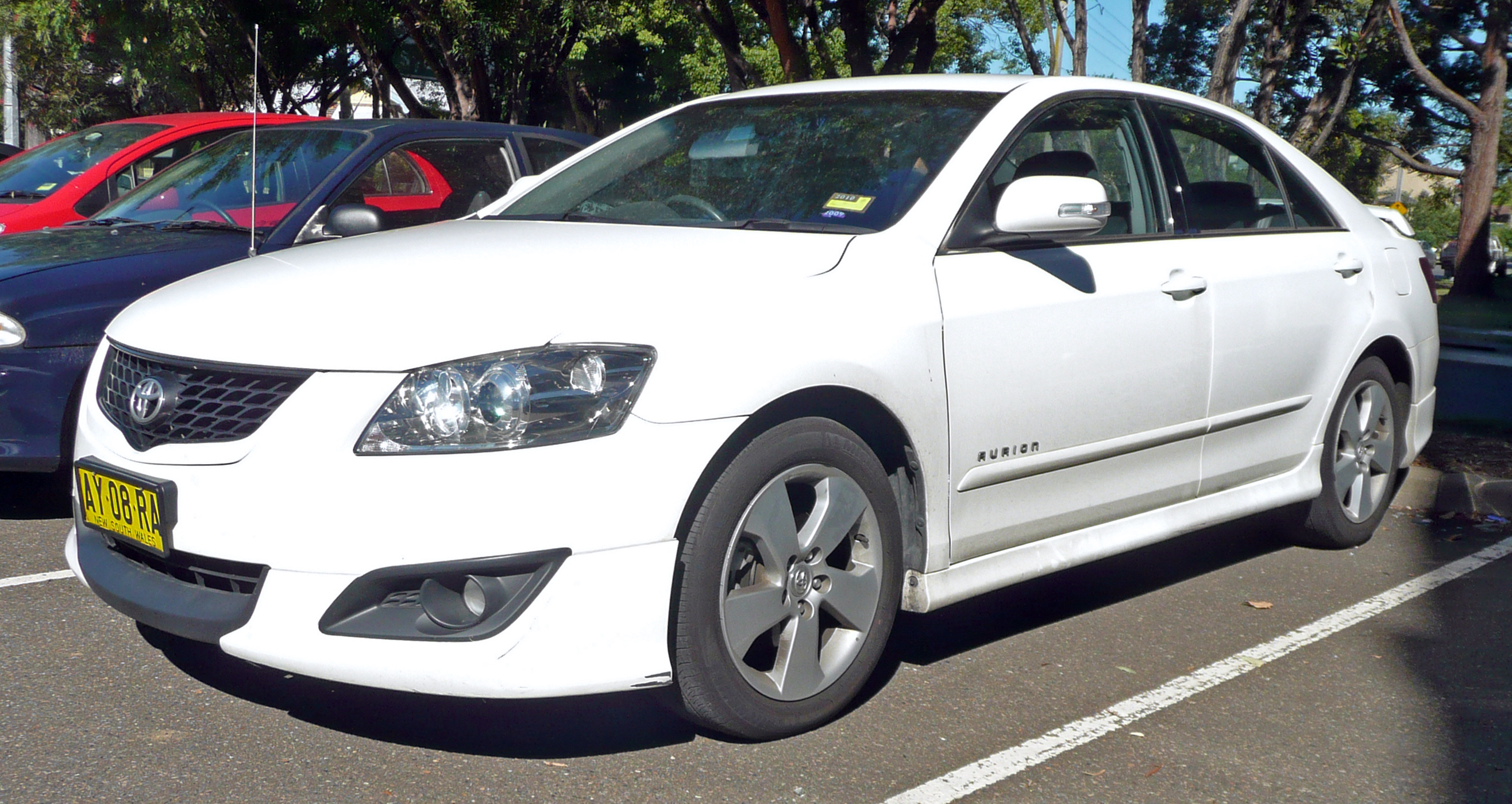
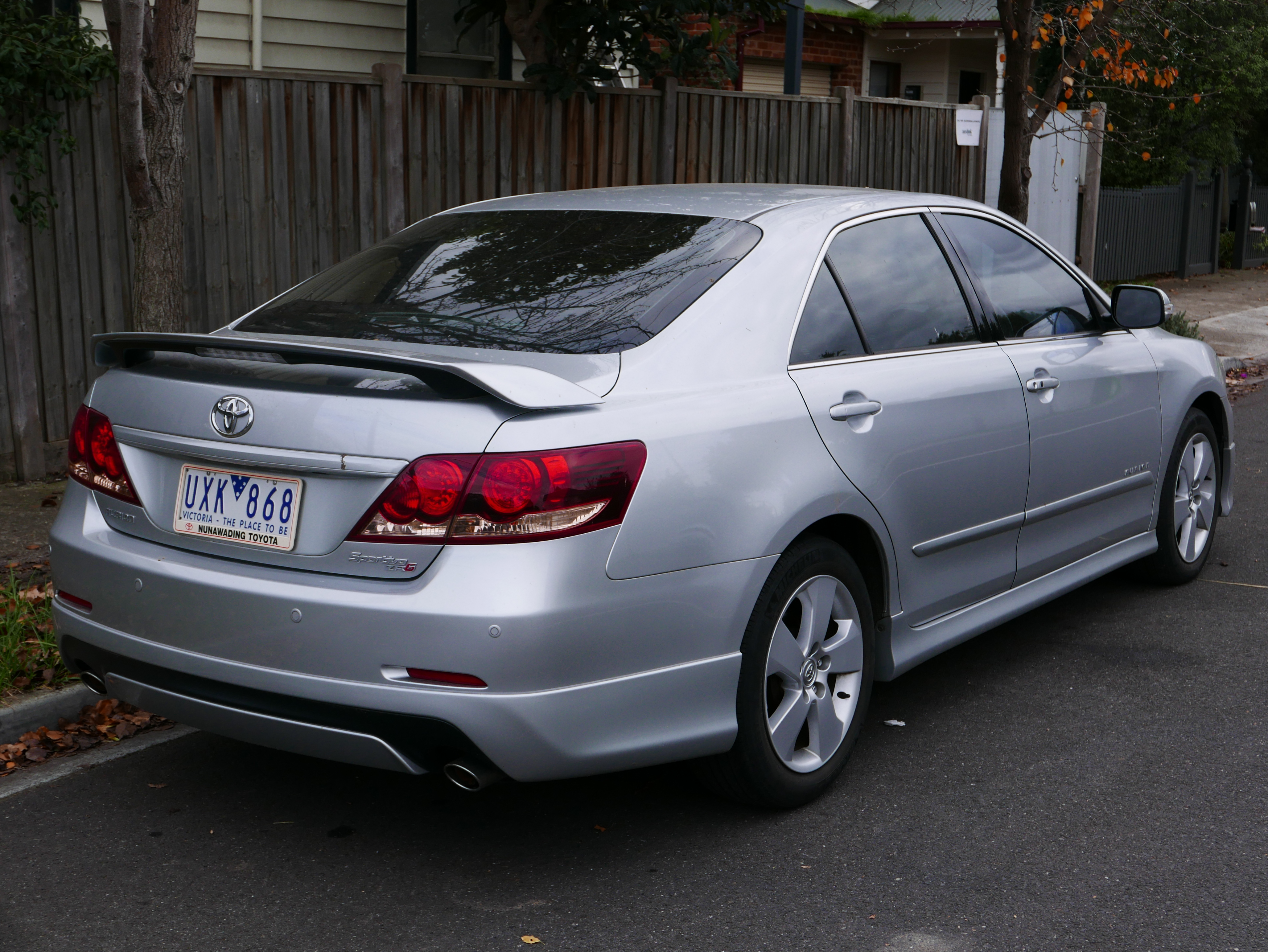
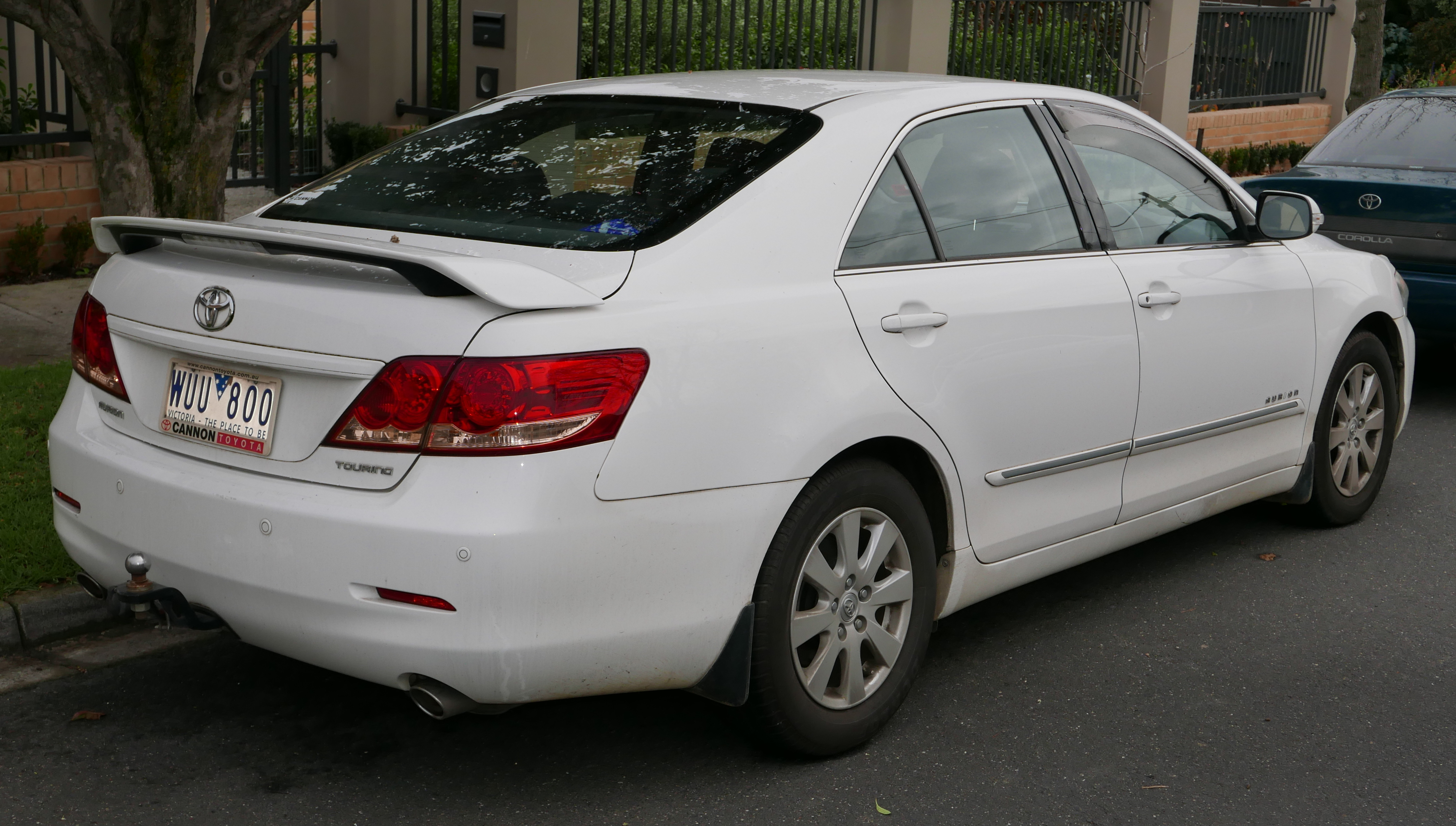
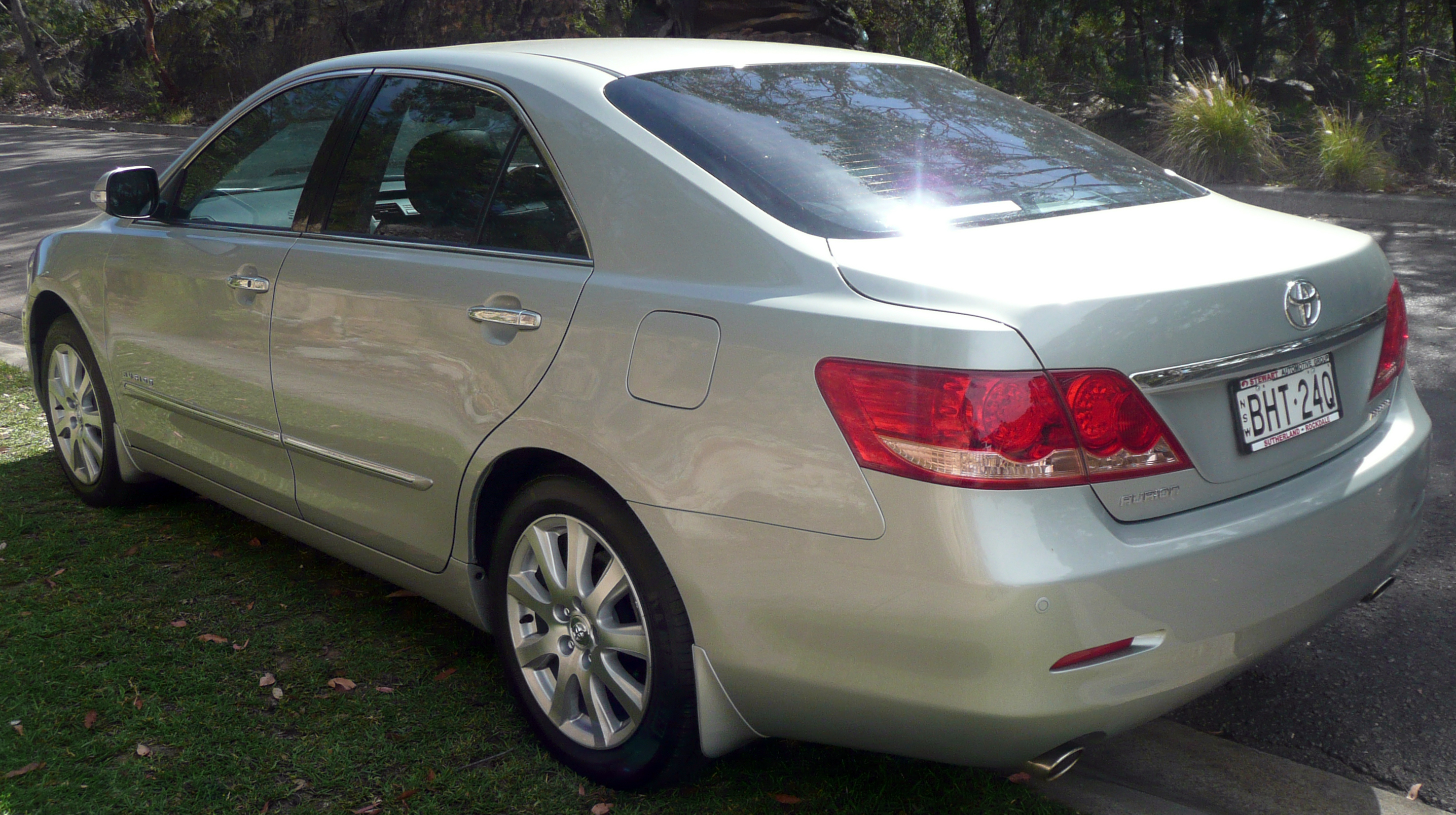
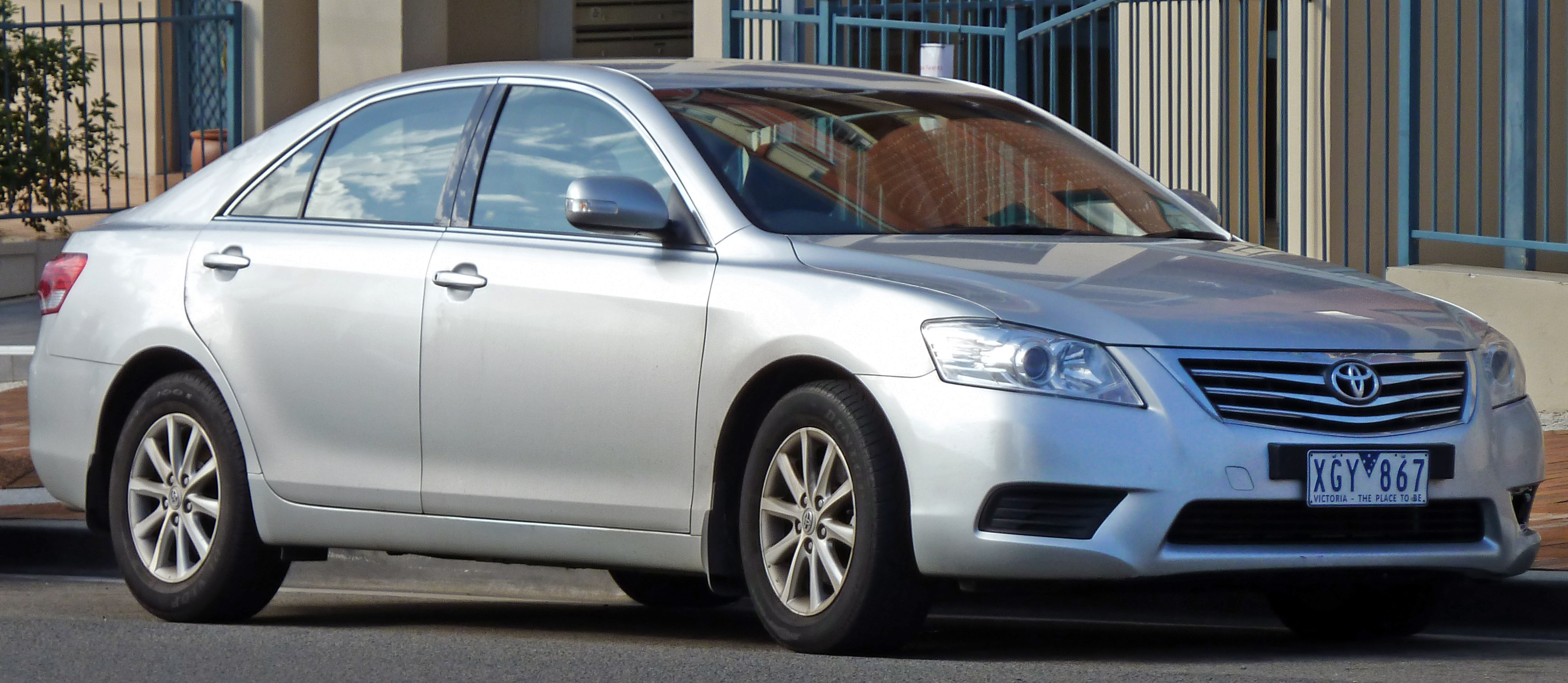
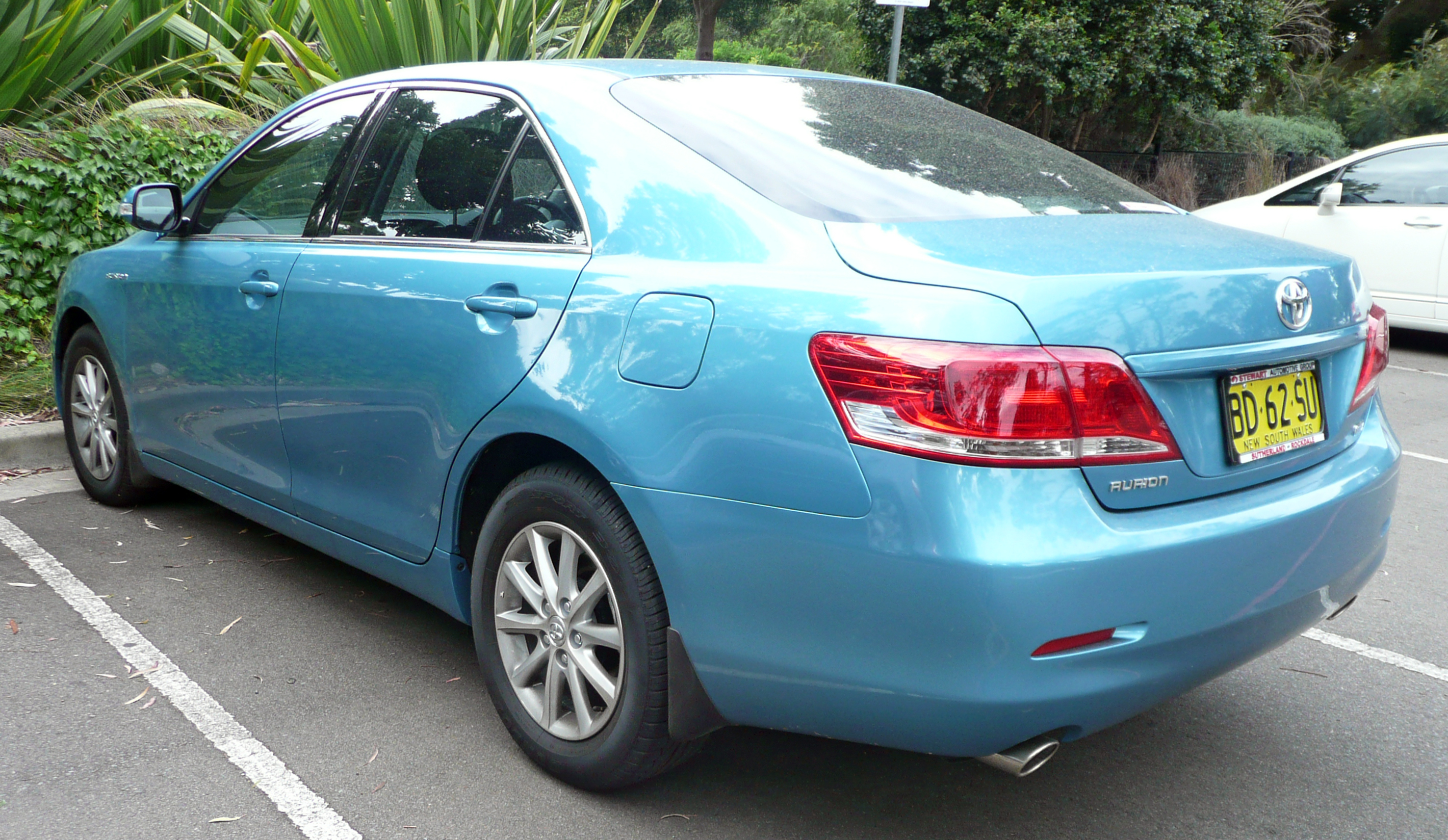
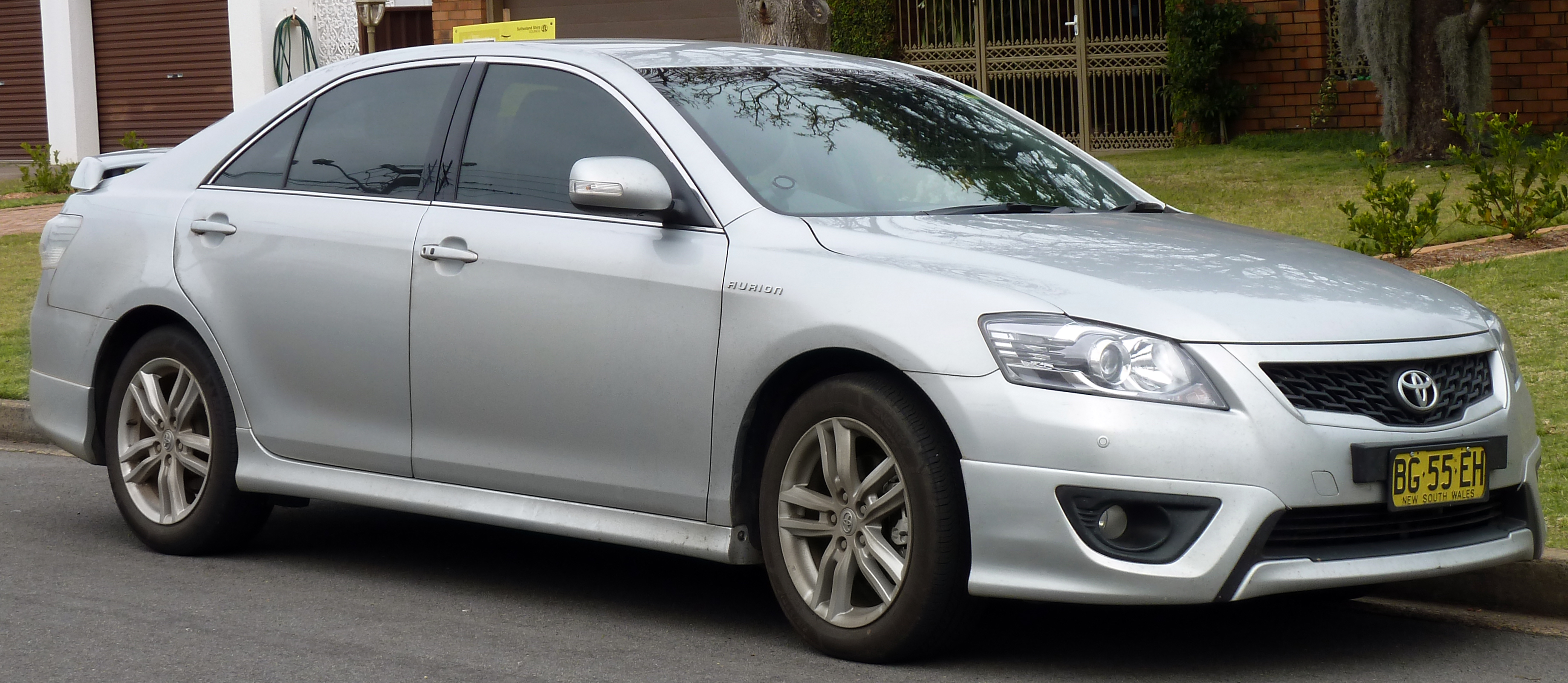
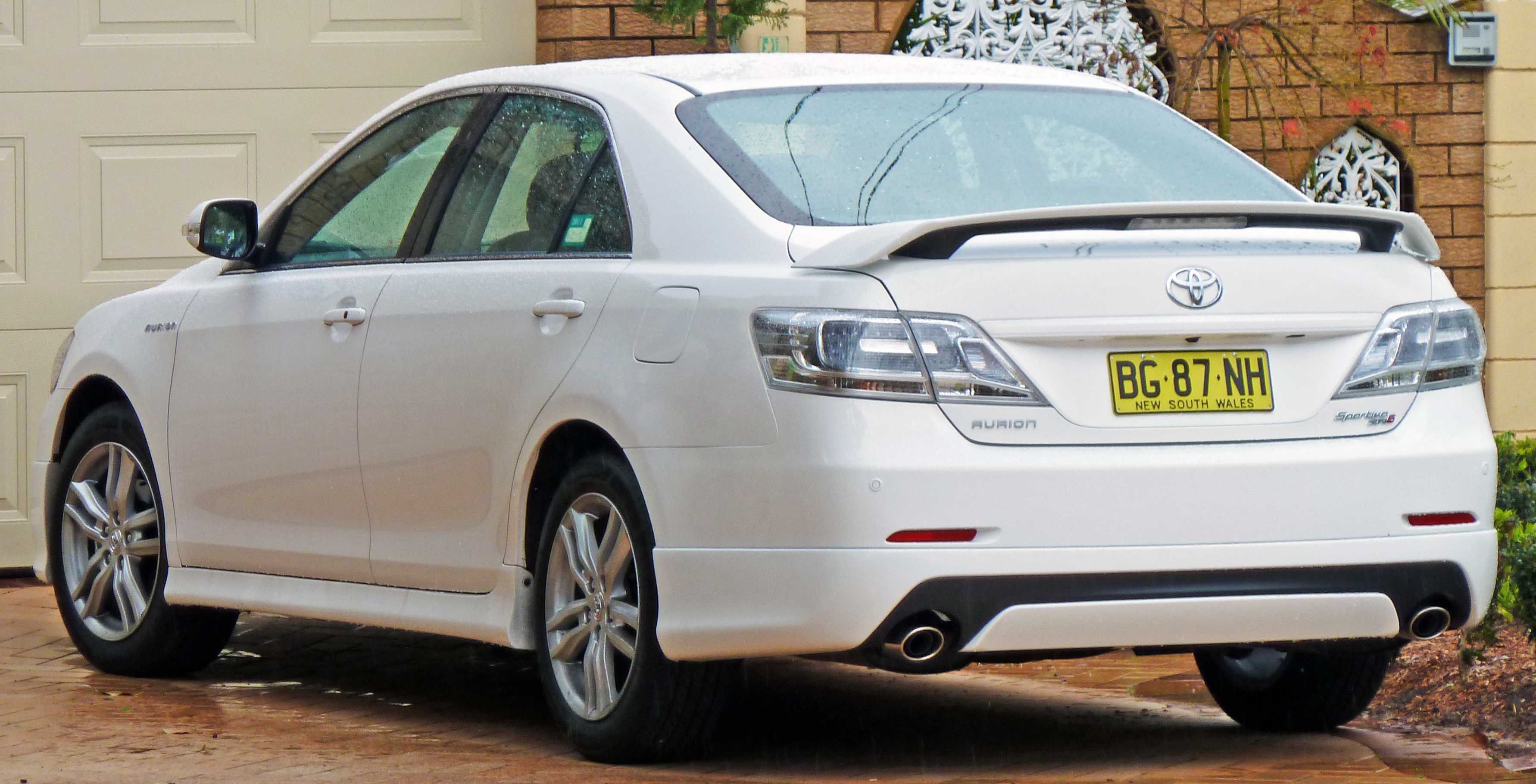
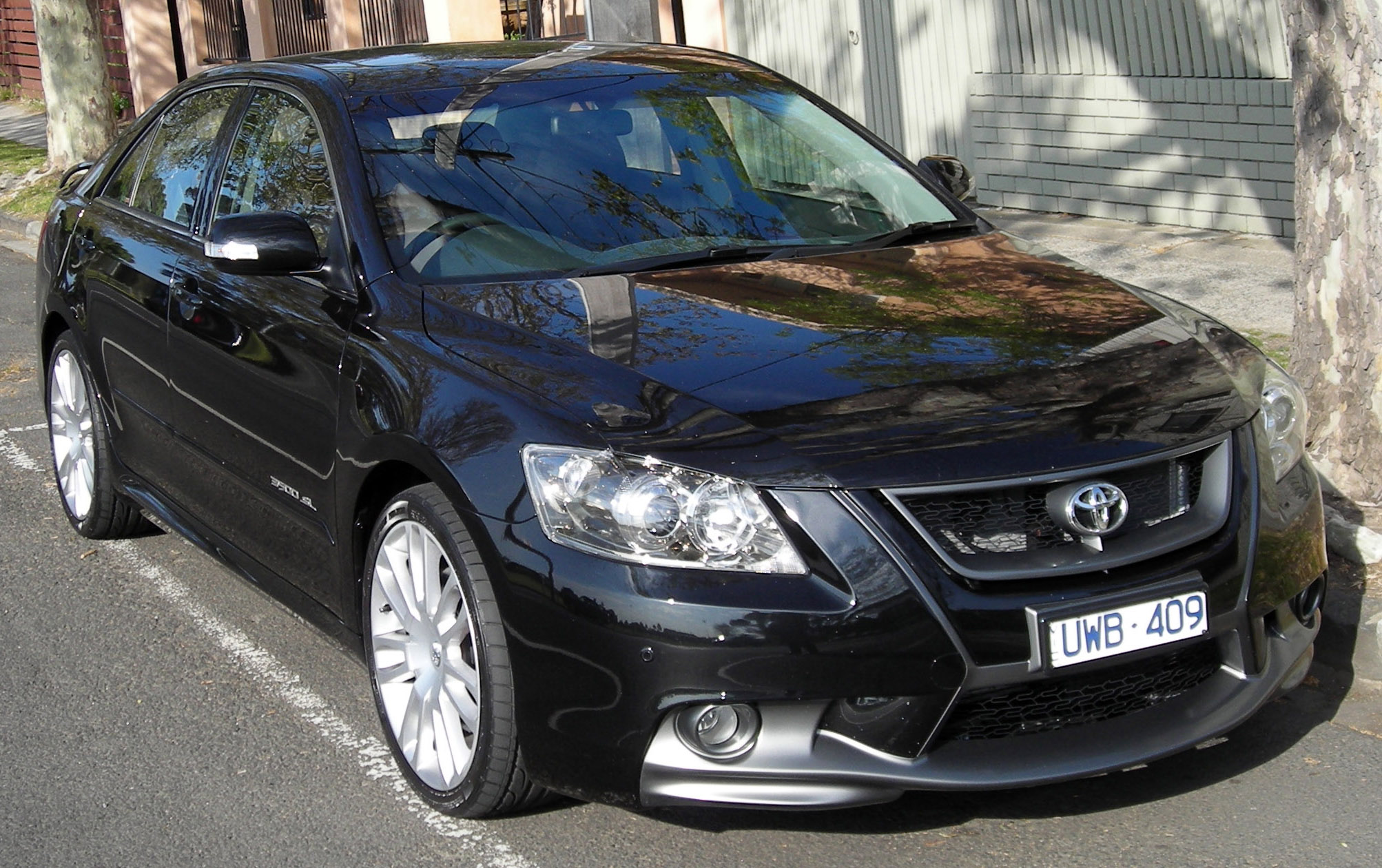
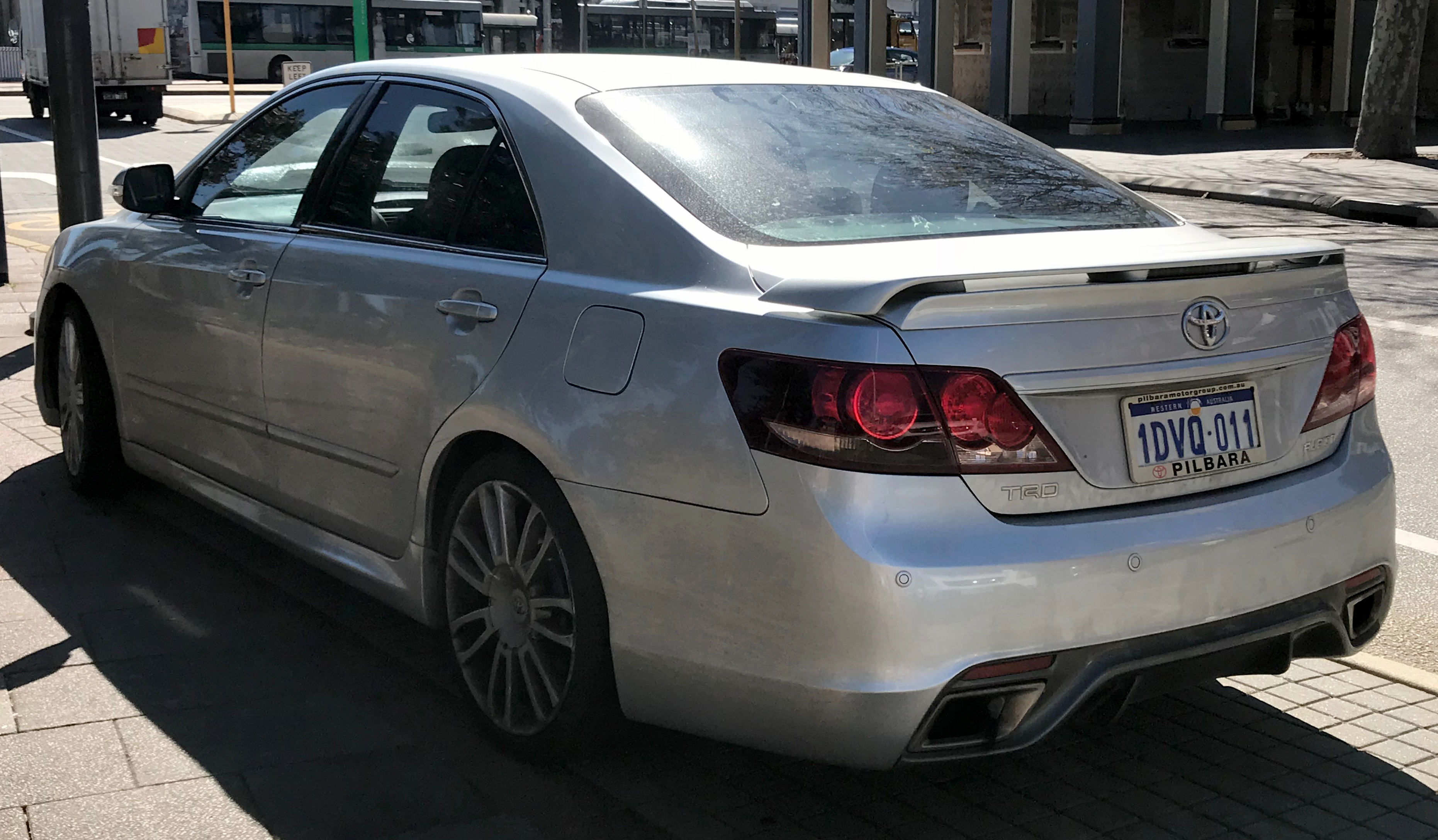
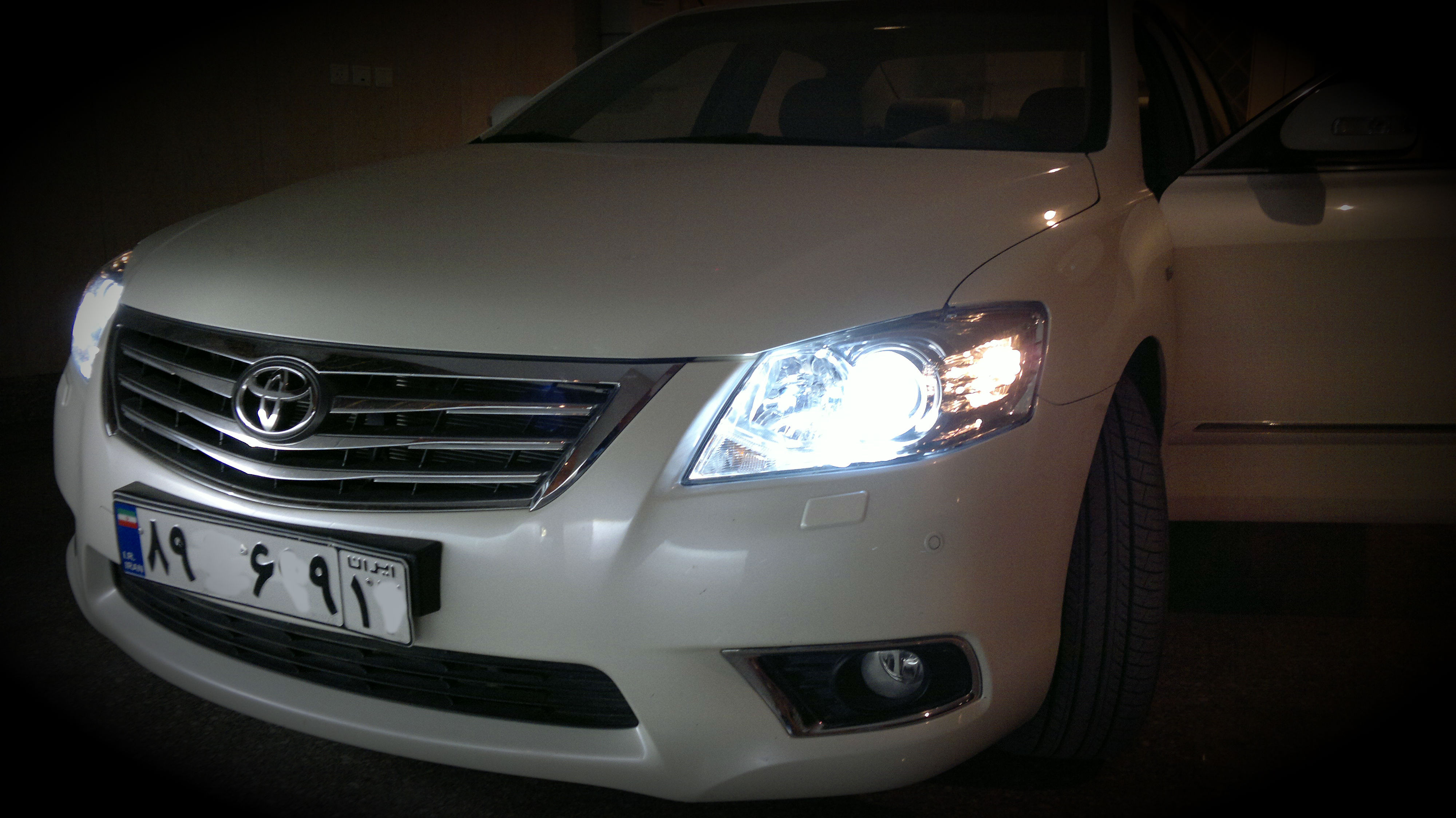
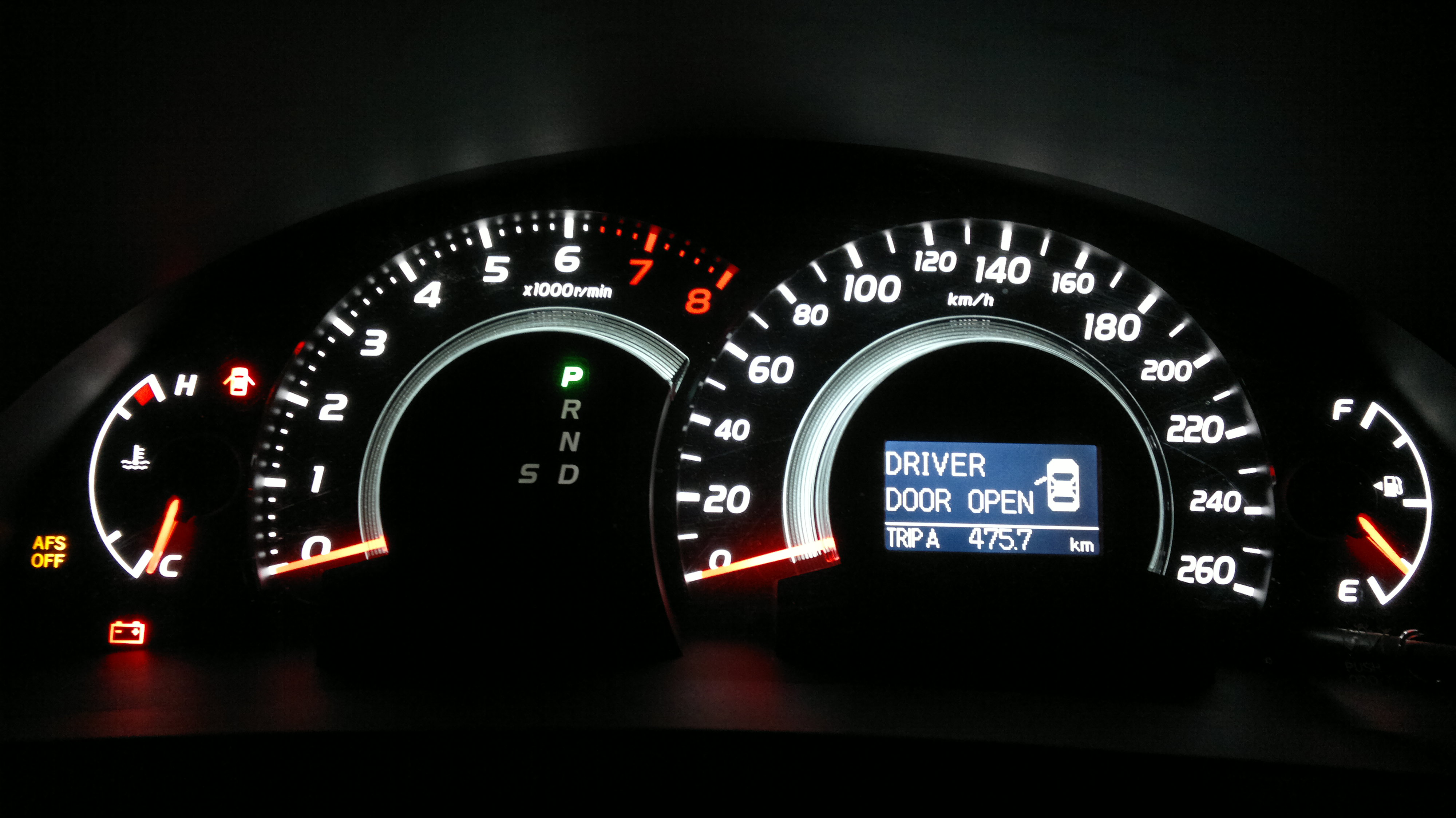
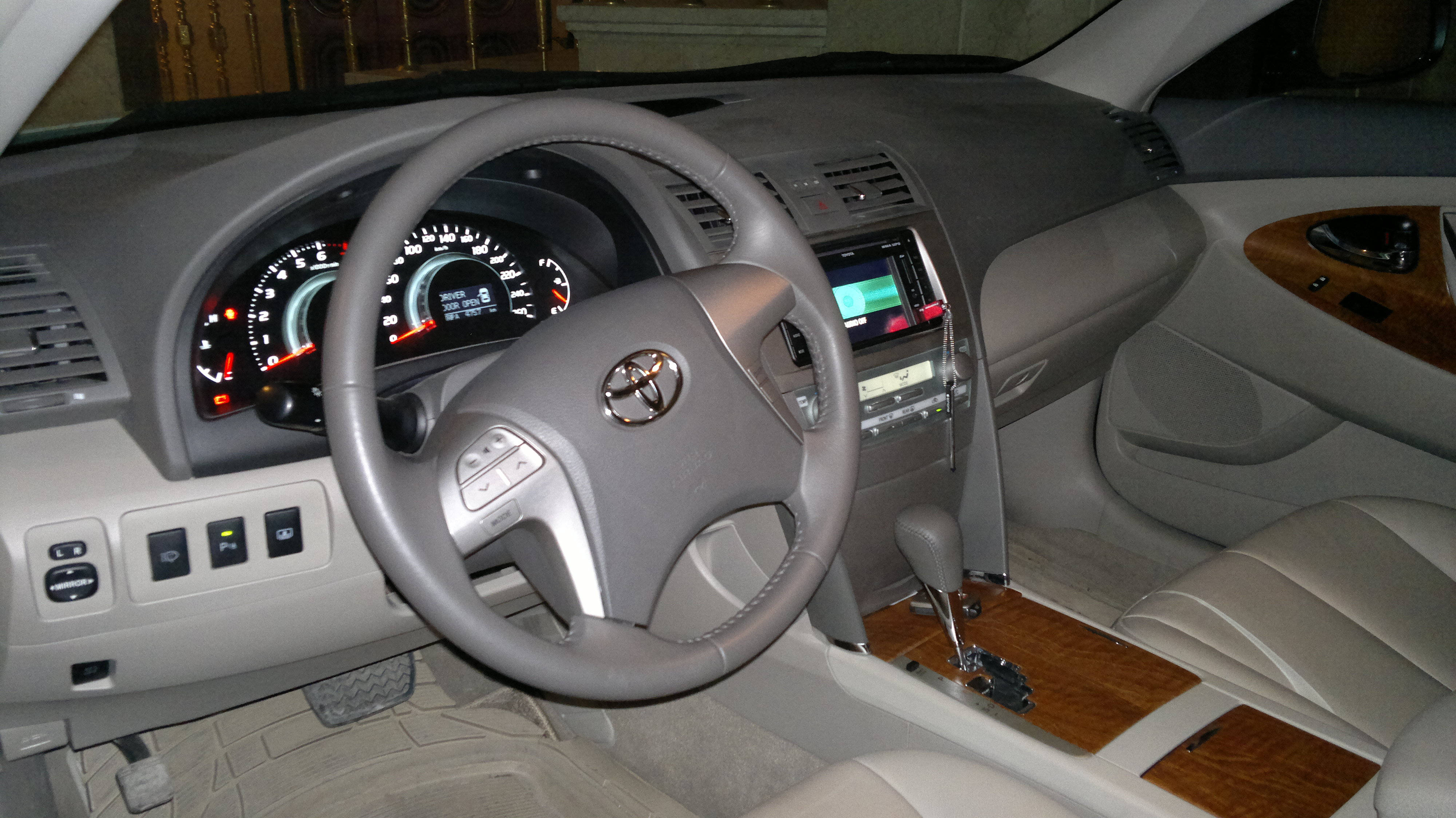
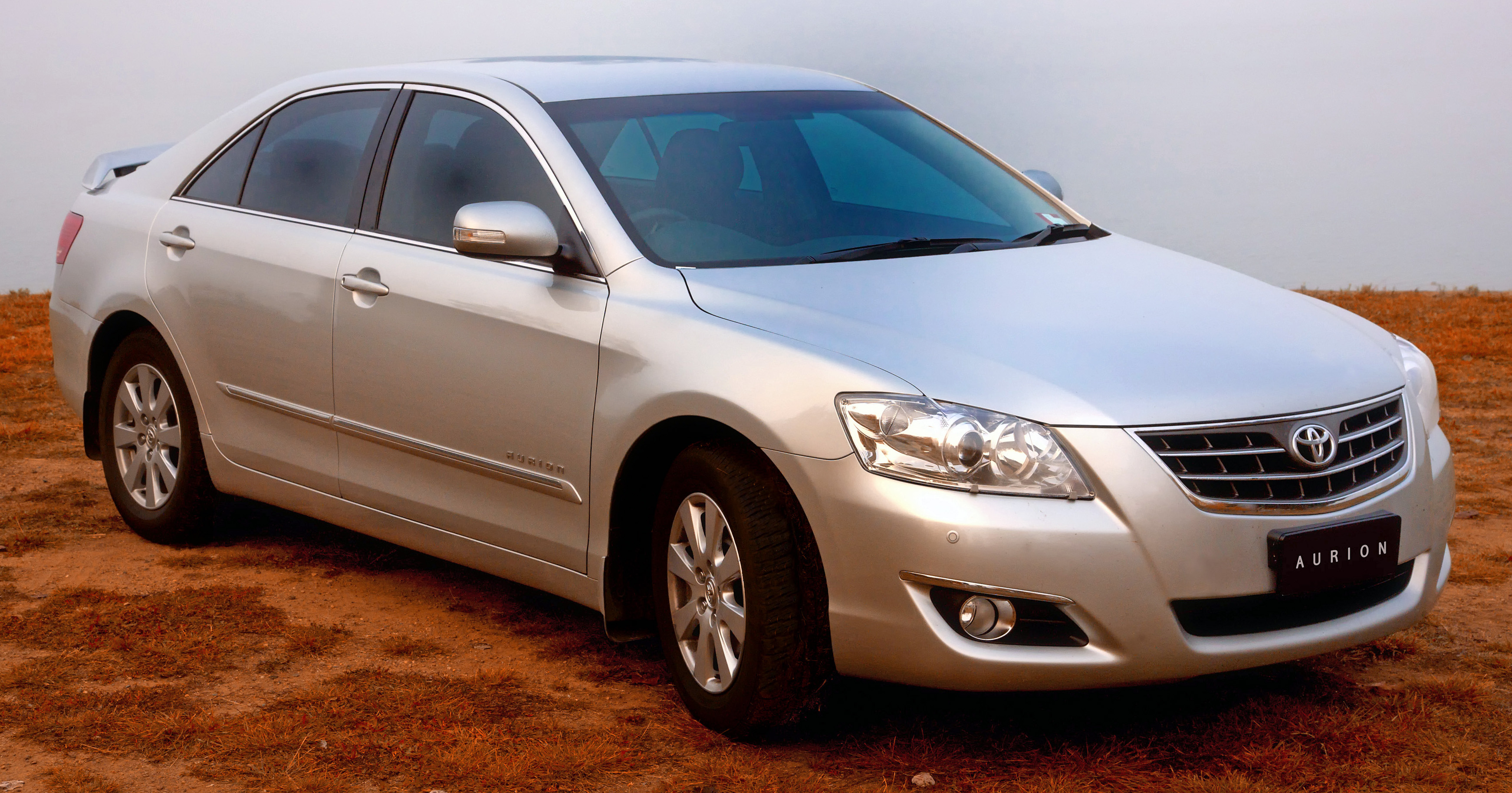

| سال                  | فروش   |
| -------------------- | ------ |
| 2006 (نوامبر–دسامبر) | ۳٬۰۳۷  |
| ۲۰۰۷                 | ۲۲٬۰۳۶ |
| ۲۰۰۸                 | ۱۹٬۵۶۲ |
| ۲۰۰۹                 | 13,910 |
| ۲۰۱۰                 | ۱۱٬۷۶۴ |
| ۲۰۱۱                 | ۸٬۹۱۵  |
| 2012 (ژانویه)        | ۹۸۹    |
| مجموع                | ۸۰٬۲۱۳ |

## نسل دوم
مهمترین تغییرات صورت گرفته بر روی آریون ۲۰۱۲ مربوط به چهره و طراحی خودرو می‌شود. استفاده از چراغ‌های کشیده تر و هجومی تر در کنار خطوط مرتب‌تر و هماهنگ‌تر چهره زیباتری به آریون جدید بخشیده‌است. حذف نوارهای روی بدنه و تبدیل خطوط برآمده و مواج به خطوطی تیز، صاف و ساده اگرچه باعث شده‌اند تا آریون جدید چهره‌ای جذاب‌تر و جوان پسندتر پیدا کند اما فرم آن را به خودروهای دهه ۸۰ نزدیک تر کرده‌اند و کمی از جنبه‌های لوکس و تجملی که در مدل قبلی به چشم می‌خورد کاسته شده‌است.

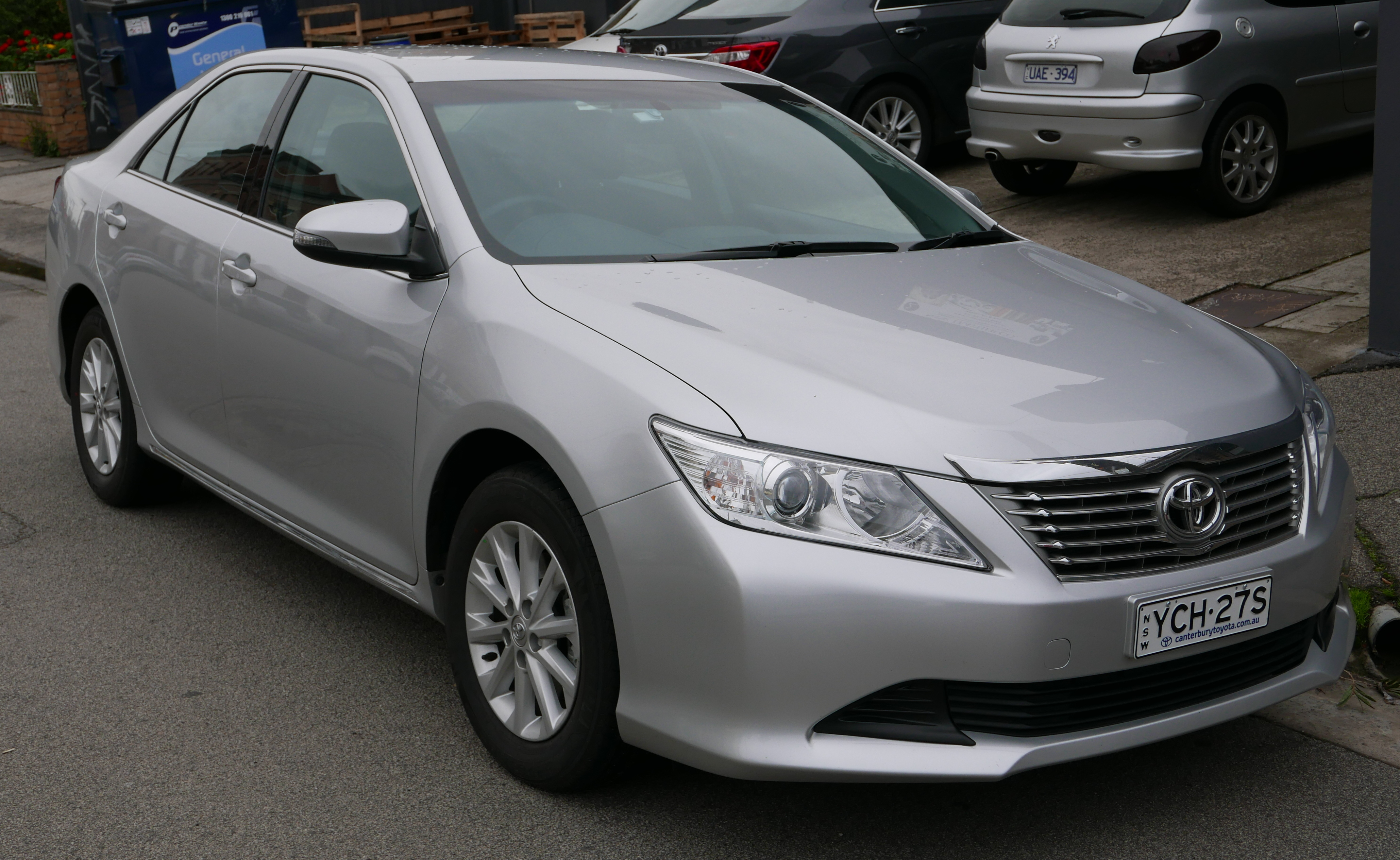
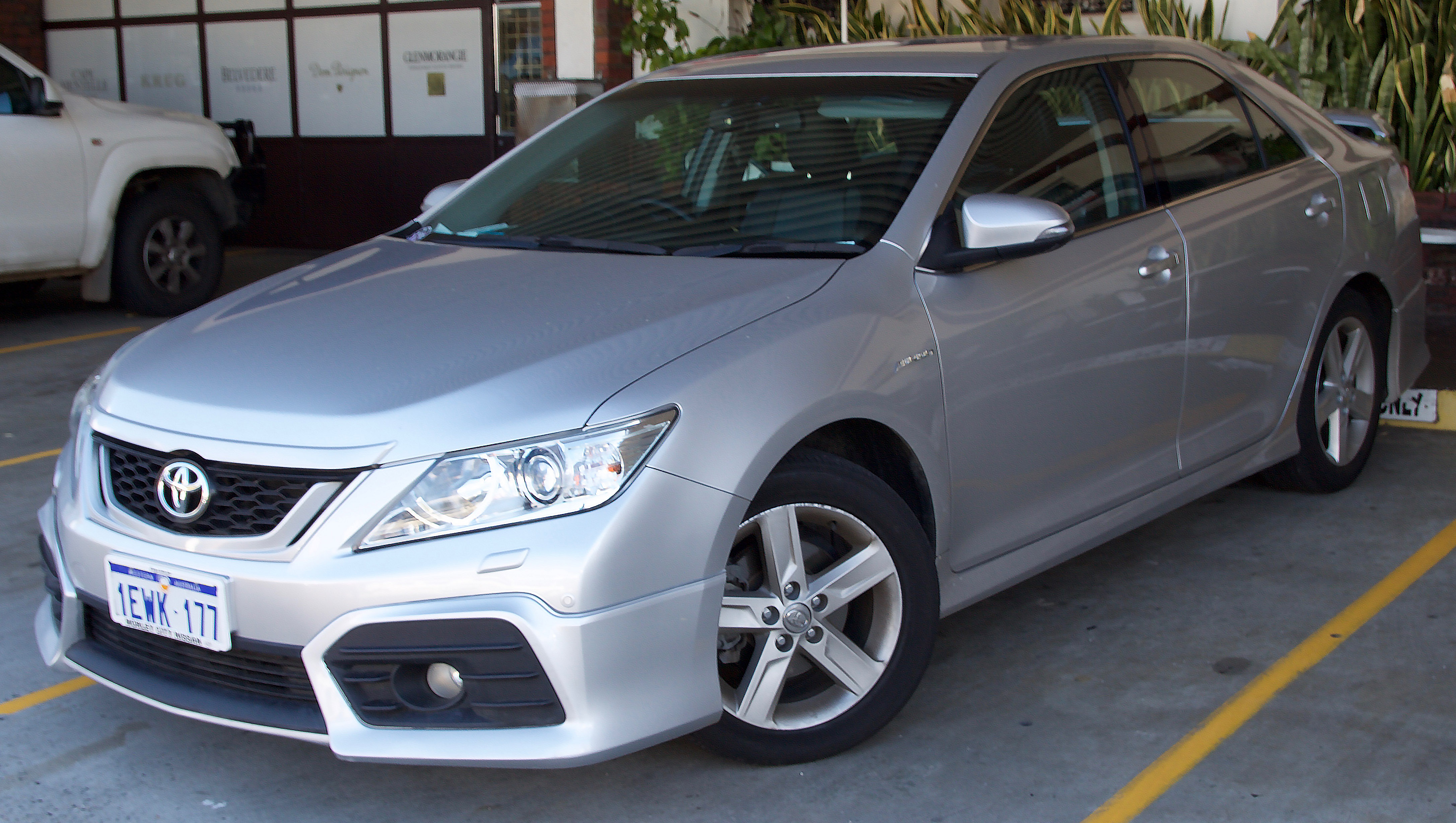
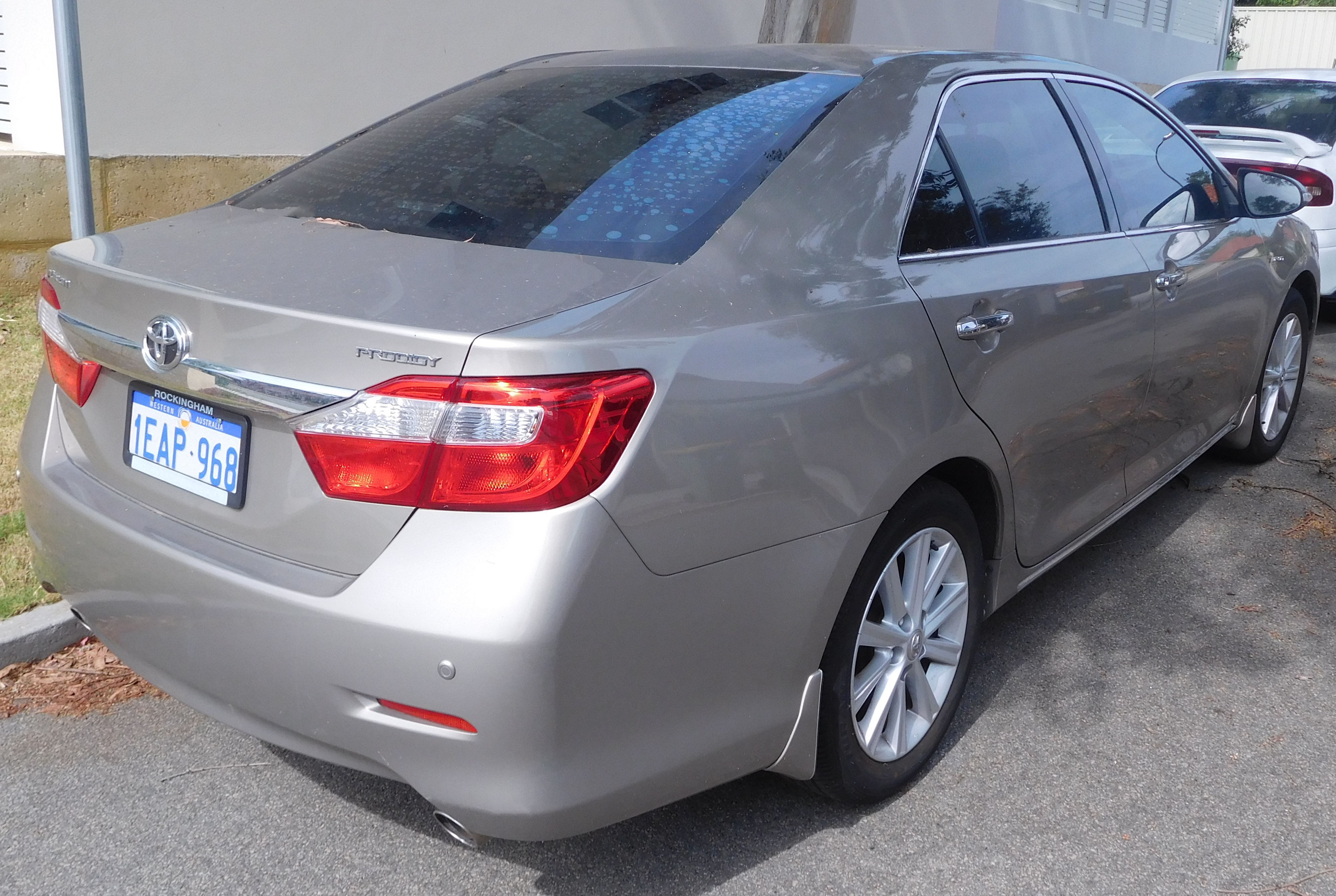
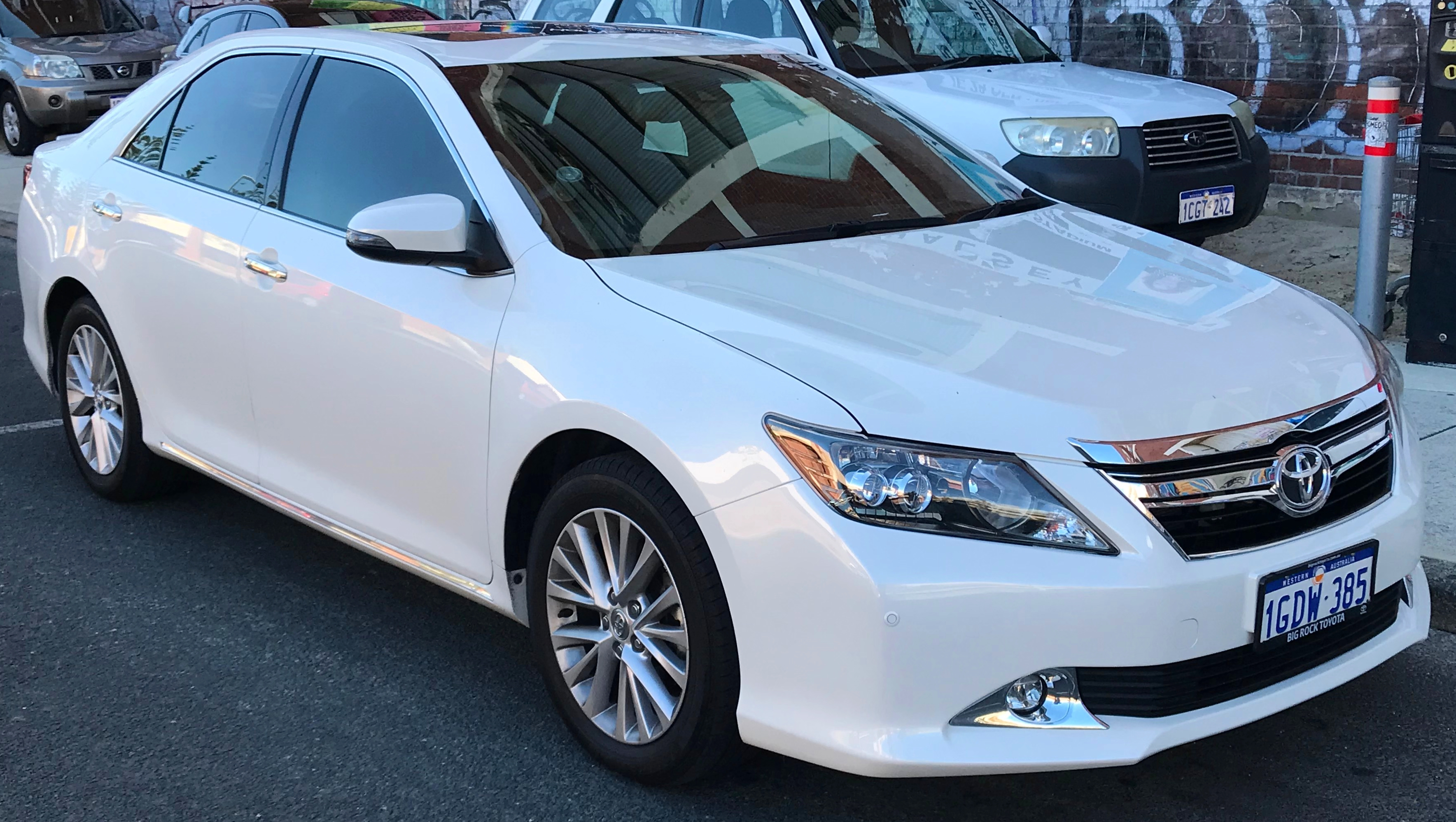
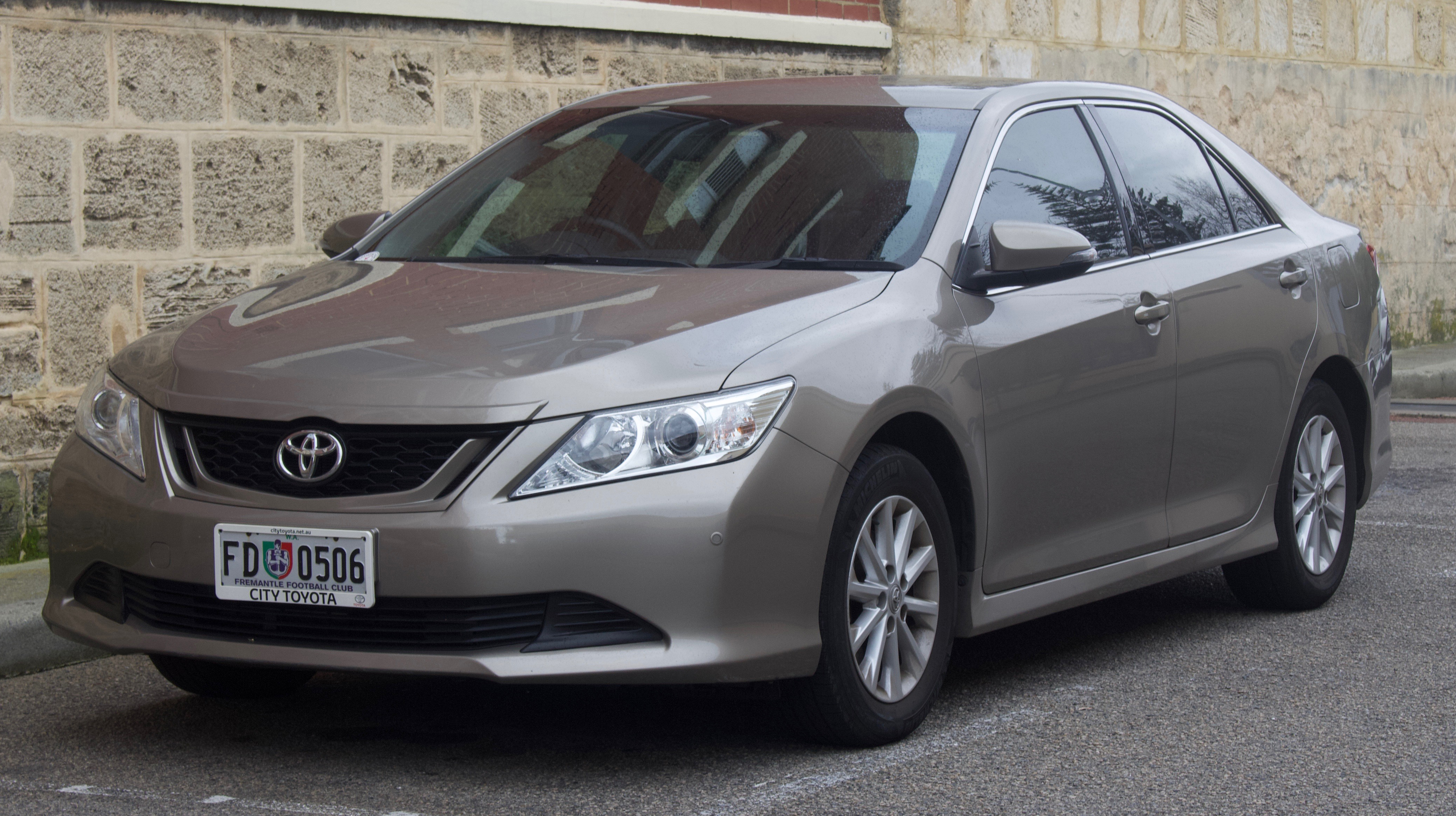
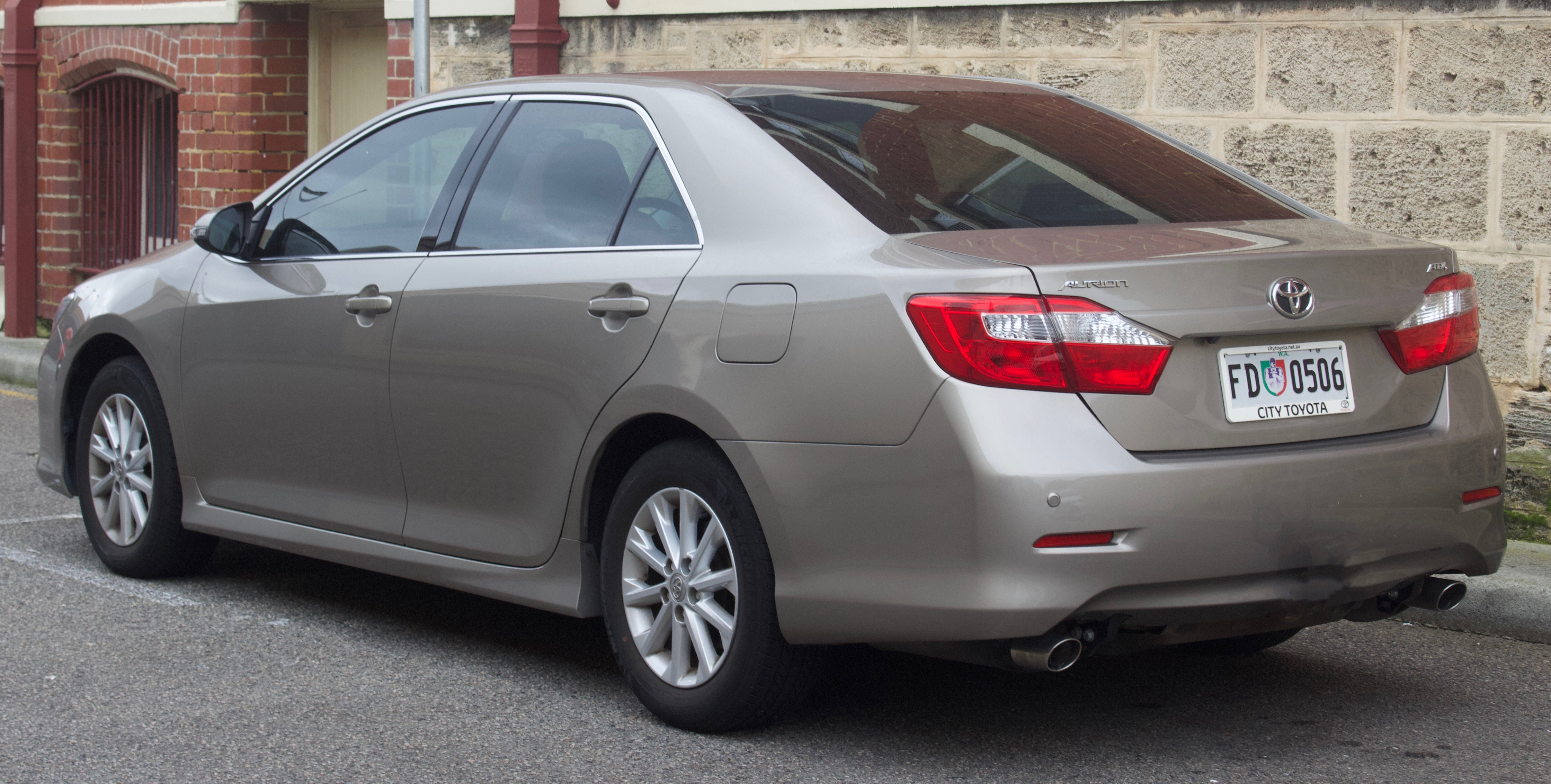